# Japán teaszertartás

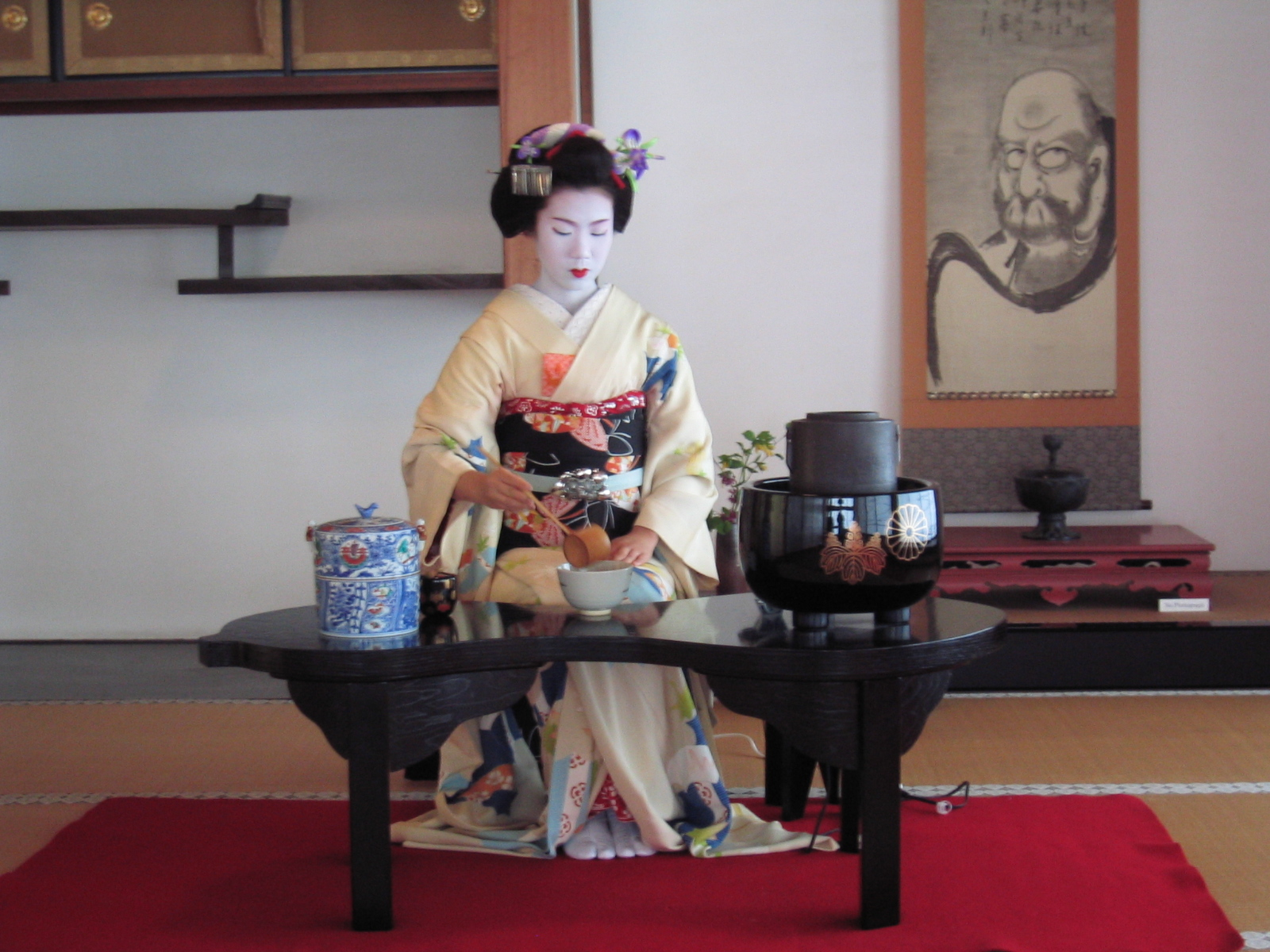
Gésanövendék teaszertartása

A japán teaszertartás, vagy más néven „A Tea Útja” bizonyos japán teafajtáknak az előkészítésével és elkészítésével foglalkozó tradicionális, kulturális tevékenység.  
Legelterjedtebb változata az úgynevezett csanoju (茶の湯) vagy szadó, csadó (茶道), ami egy bizonyos japán teafajta, a macsa (抹茶) előkészítésének és elkészítésének folyamatát jelenti. Kevésbé elterjedt változat az úgynevezett szencsadó (煎茶道), ami leveles teával, szencsával (煎茶) foglalkozik.  
Noha a jelenséget csanojunak mondják japánul, a művészeti részének, azaz az elkészítés módjának a neve otemae (お手前). A teaszertartás fejlődését elsősorban a zen buddhizmus befolyásolta.  
Két alapvető formáját különböztetjük meg, a nem-hivatalos (csakai, 茶会) és hivatalos (csadzsi, 茶事) teaszertartást. A csakai rövidebb, kisebb létszámú és egyszerűbb alkalom, az emberek kisebb mennyiségű ételt, esetleg édességet fogyasztanak, az elkészített teák rendszerint enyhébbek. A csadzsi sokkal hivatalosabb, szigorúbb összejövetelt jelent, együtt jár egy teljes tradicionális japán étkezéssel, édességekkel, erős, majd enyhe teákkal. Akár négy órán keresztül folyhat.  
A csadó egyike a három klasszikus japán „finom művészetnek” a kódó (füstölő, tömjén tisztelete) és kadó (virágrendezés) mellett.

## Története

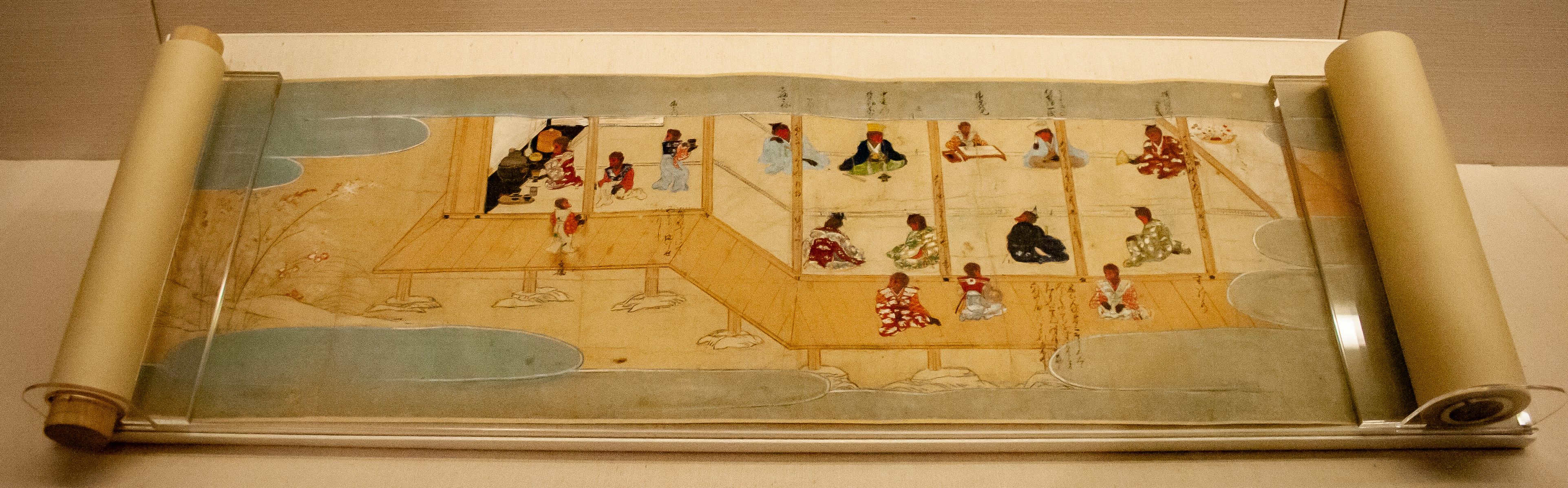
A majomtekercs. A japán teaszertartás egyik első ismert ábrázolása, 1550-1570. Az embereket utánzó, szentként tisztelt majmok szerepelnek rajta

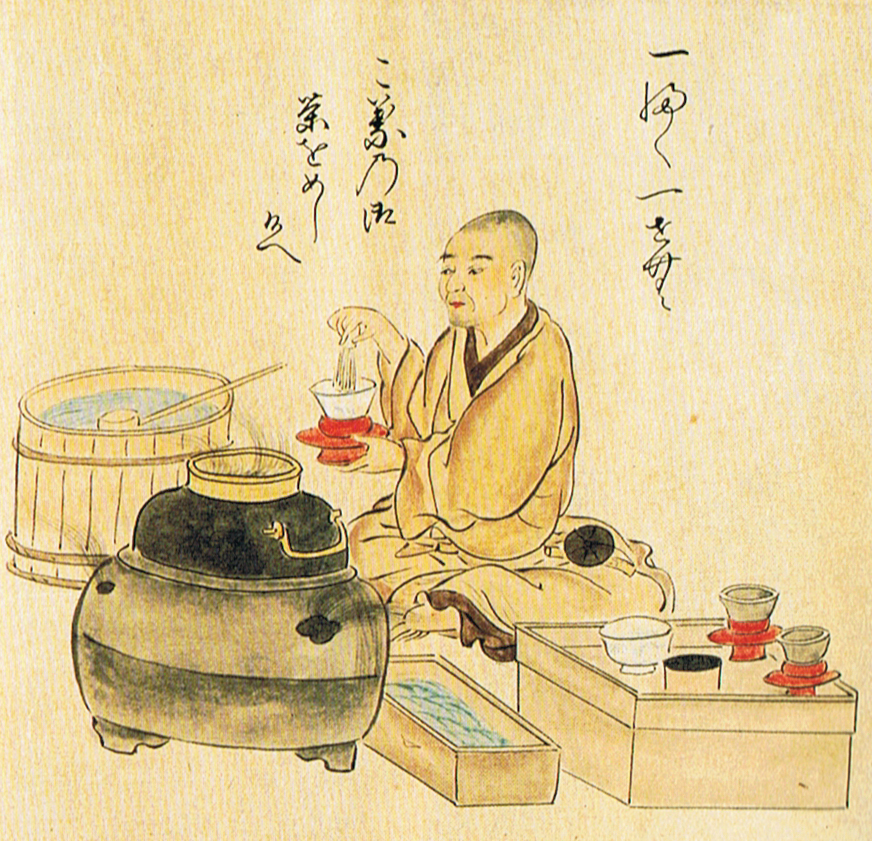
Teaszertartás egy 1632-es képen (19. századi másolat)

Az első hivatalos bizonyíték a japán teára a 9. századból származik, amikor is Eicsú (永忠) buddhista szerzetes Kínából visszatérve szencsát készített elő, majd szolgált fel a Karaszakiban (mai Siga prefektúra) kiránduló Szaga császárnak 815-ben, írja a Soku Nihon Kóki (japán történelmi szöveg a 792–833-ig tartó évekről). 816-ban Japán Kinki-régiójában császári parancsra teaültetvényeket kezdtek telepíteni, azonban a tea iránti érdeklődés ezután egy időre csökkent.
A legendák szerint Kínában ekkorra már ezer éves történelme volt a teáknak. Eicsú idején az úgynevezett „tégla-tea” (団茶, dancsa) volt népszerű. Ez lényegében a ma is népszerű úgynevezett „pu-er” teához volt hasonló: a tealeveleket egy rögbe sűrítették, érlelték, majd porrá őrölték és különböző fűszerekkel, növényekkel keverték, ízesítették.
A teaivás szokása tehát Kínában már régebben el volt terjedve. Először csak gyógyászati, egészségügyi célokból, később jóval inkább a tea ivásának öröméből tartották ezt a szokást. A kilencedik század elején írta meg a kínai író, Lu Jü a „Teáskönyv”, vagy „Tea-kánon” című kézikönyvét, ami után a „tea apostolaként” emlegették, majd egy szobrot is emeltek az emlékére Hszianban. Lu Jü életére nagy hatással volt a buddhizmus, kiváltképp a zen irányzat, könyve pedig meghatározó volt mind a kínai, mind a japán teahagyományok fejlődésében.
A 12. században egy másik szerzetes, Eiszái tért vissza Japánba kínai útjáról, bemutatva a tencsát (点茶), egy új teaszertartási stílust, amely során porrá őrölt teát helyeztek egy edénybe, forró vizet öntöttek rá, majd összekeverték, „felverték” a mai macsához hasonlóan. Magokat is hozott magával, amelyeket később elültettek, és amelyekből a ma ismert legjobb minőségű teát gyártják Japánban.
Az így készült zöldtea-port először vallási rituálékon használták csak buddhista kolostorokban, ám ez a 13. századra, a Kamakura-korra megváltozott, ekkorra ugyanis a felsőbb rétegekben státusz-szimbólummá vált a teafogyasztás, teaszertartás gyakorlása és hasonló luxus-tevékenységek. Teakóstoló versenyek is alakultak, amelyeken a résztvevőknek ki kellett választaniuk több tea közül, melyik a legkiválóbb minőségű (ami természetesen mindig a Kiotóban termett tealevelekből készült tea volt, amely tealevelek még az Eiszái által behozott magok termései voltak). 
A következő fő történelmi korszak a Muromacsi-kor volt, benne a Kitajama-kultúra (北山文化) felemelkedésével Asikaga Josimicu észak-kiotói villája körül (Kinkakudzsi), ill. a később megjelenő Higasijama-kultúrával, amely Asikaga Josimasza kelet-kiotói villája (Ginkakudzsi) körül alakult ki. Ez a periódus (1336–1573) volt a ma is ismert tradicionális japán kultúra csírája.  

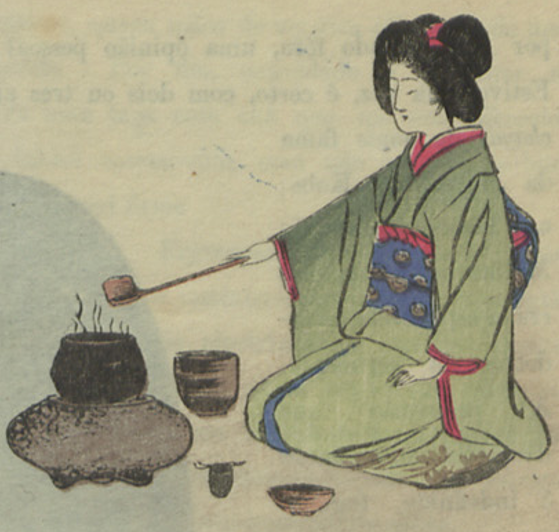
Teaszertartás (1905)

Ebben a korban a tea használata jelentősen átalakult, kialakította saját „esztétikáját”, ami lényegében a „vabi” és „szabi” elveken alapult. Az úgynevezett „Vabi-Szabi” egy világnézet, amely a dolgok tökéletlenségében rejlő szépséget tiszteli. A „vabi” az emberi élet belső, spirituális megtapasztalását jelenti, eredeti jelentésében a következő kifejezésekkel írható le leginkább: csendes, józan, finom, természetes, egyszerű, alázatos, mély, tökéletlen, aszimmetrikus, illetve ezek alapján az esztétikai stílus kedvelői előnyben részesítették az üres tereket épületeknél, az egyszerű, kevésbé díszes tárgyakat, illetve a hatást, amit az idő gyakorol tárgyakra. A „szabi” ezzel szemben a világ külső, anyagi oldalát tárja fel, eredeti jelentései: kopott, viharvert, hanyatlott. A buddhista-hívő nemesség körében ebben a korban a megvilágosodáshoz vezető leghatékonyabb útnak az „üresség” megértését tartották, míg a tökéletlenség elfogadása inkább az „itt és most jelen lévő”, tökéletlen, „csiszolatlan” lényünk ápolása volt – csak az első lépés a megvilágosodás felé.
A csanoju spirituális irányba való terelésének egyik első, meghatározó alakja Murata Dzsukó volt. Zen buddhizmust tanult egy Ikkjú nevű szerzetes mellett, aki a 15. században élesztette újra a zent Japánban, így természetesen Murata Dzsukóra, illetve a csanoju fejlődésére – újra – elsősorban a zen hatott. Ennek hatására a 16. századra a japán társadalom minden rétegében elterjedtté vált a teafogyasztás. Ebben a században született meg az ismert japán történelmi személy, Szen no Rikjú műve, a Nanpóroku (南方録). Szen no Rikjú még ma is a legelismertebb, legtiszteltebb alakja a japán teakultúrának, sokan a „Tea Szentjének” tartják. Rikjú mesterének, Takenó Dzsó mester elméletét követte és folytatta, amit icsi-go icsi-e filozófiának hívunk. Az icsi-go icsi-e gondolat alapján minden találkozást a lehető legjobban meg kell tisztelni, becsülni és ünnepelni, mivel az sosem lesz újraprodukálható. Ezen tanítások tökéletesítették az akkoriban csírázó építészeti, kertrendezési és képzőművészeti irányzatokat, illetve a „Tea Útja” is ezek által tökéletesedett ki. Az alapelvek a következőek voltak: harmónia, azaz va (和), tisztelet, azaz kei (敬), tisztaság, azaz szei (清) és nyugalom, dzsaku (寂). Ezen alapelvek ma is fontosak a teaszertartásokban.

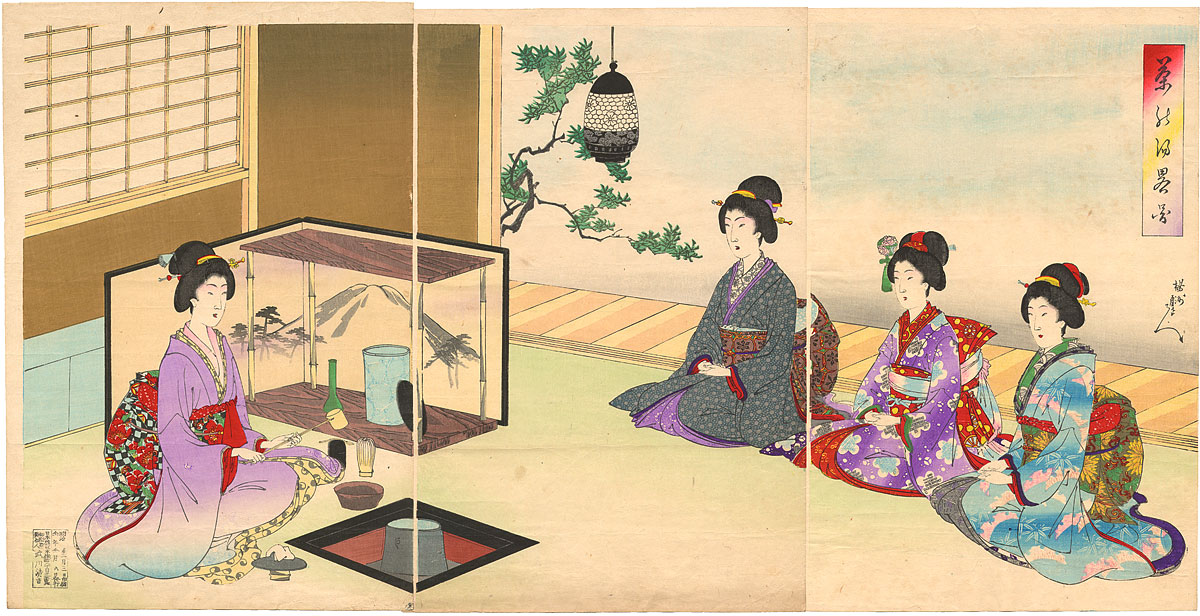
Jósú Csikanobu Teaszertartás című képe (1895)

Szen no Rikjú volt a teamester Tojotomi Hidejosi kormányzása alatt, aki nagyban támogatta őt a teáról való írásban, a teázási szokások, szertartások terjesztésében, ezzel is elősegítve saját politikai hatalmának növekedését. Hidejosi „ízlésének” fejlődését és teázási szokásait teamestere, Rikjú nagyban elősegítette és befolyásolta, ennek ellenére a kormányzónak meg voltak a maga saját ötletei is, amelyek segítségével a teázást felhasználva próbálta megszilárdítani hatalmát: megépíttette az „Arany Teaszobát”, illetve 1587-ben megszervezte a nagy Kitanói Teaceremóniát, ezzel növelve saját jó hírnevét és befolyását. Ebben a korban tehát a tea és a politika között egy érdekes szimbiotikus kapcsolat alakult ki, azonban Hidejosi régens hamar rájött, hogy teamesterének, Rikjúnak az elképzelései nem egyeznek már az övéivel. A mester a zen egyszerű, rusztikus, esztétikus stílusát hirdette és preferálta, amit a régens egy idő után fenyegetésnek érzett a saját hatalmára nézve, tekintve az ő célja pont, hogy a grandiózus, „csillogó” eszközökkel a saját jó hírnevének és pozíciójának megerősítése volt. Kapcsolatuk megromlott, olyannyira, hogy 1590-ben Hidejosi koholt vádak alapján elrendelte Rikjú egyik legjobb tanítványának, Jamanóe Szódzsinak brutális kivégzését, majd egy évvel később megparancsolta teamesterének, hogy kövessen el rituális szeppukut, azaz öngyilkosságot. A „Tea Útja” sem ezek előtt, sem ezek után nem volt jobban befolyásolva a politika által.  
Rikjú halála után tanításai alapján három iskola keletkezett, hogy folytatódjon a tradíció. A „Tea Útja” tovább terjedt az országban, később meghódítva a szamuráj-rétegen túl a városi és vidéki lakosok, földművesek rétegeit is.  
Rendkívül sok iskola alakult a csadó köré a későbbi történelem során, amelyek nagyja még ma is létezik és aktív.  
1906-ban a tudós, Okakura Kakudzó „Teáskönyv” című könyvében írja:  
„A teakultúra a puritanizmusnak és harmóniának, a kölcsönös jóakarat szellemének, valamint a társadalmi rend romantikus felfogásának hitvallása. Célja valójában a Tökéletlen, hiszen a lehetséges harmónia megteremtésére törekszik egy lehetetlen közegben, amit életnek hívunk.”

## Helyiség
Noha egy e célra megépített, tatami-padlós szoba az általánosan elfogadott, ideális közeg a teaszertartáshoz, gyakorlatilag bármilyen helyiség, ahol használhatóak a tea előkészítéséhez, elkészítéséhez és felszolgálásához szükséges eszközök, szerszámok és ahol a vendéglátó mindezt elvégezheti a vendégek jelenlétében, megfelelő hely lehet. (Pl.: létezik piknik-szerű teaszertartás is, amit házon kívül a szabadban tartanak. Ennek a japán neve nodate (野点).) 

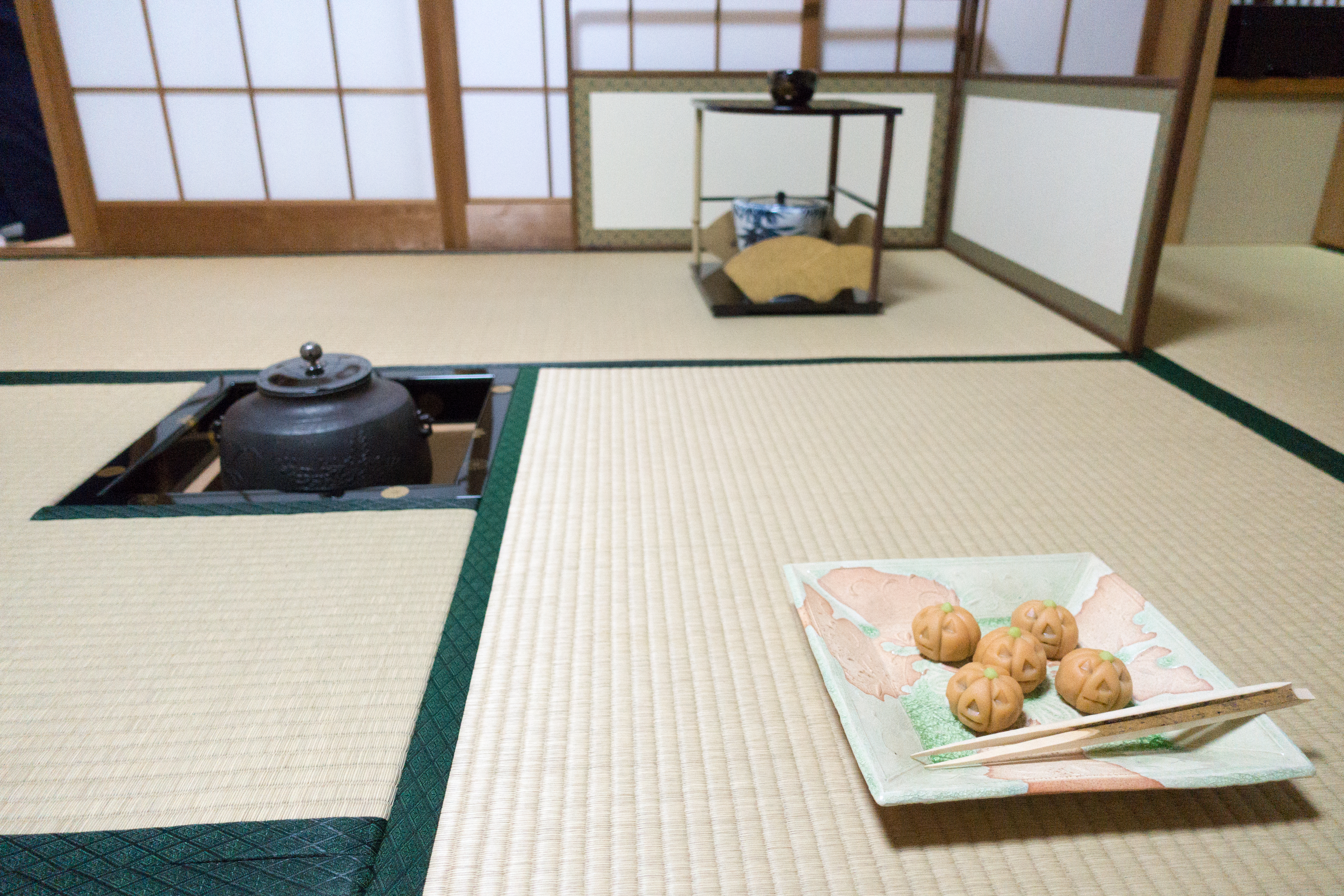
Helyiség teaszertartáshoz

Egy konkrétan teaszertartások tartása céljából épült szoba azonban szigorú szabályok alapján készül. Követnie kell a vabi-stílust, 4,5 földön lévő tatamiból kell állnia, alacsony plafonnal (egy tatami mérete általában 0,9x1,8 méter, ettől előfordulhat minimális eltérés régiónként). Egy ilyen szoba japán neve csasicu. A padlóban beépített kandalló található, legalább egy alkóvnak kell a falban lennie a tekercseknek és egyéb díszítési tárgyaknak, illetve külön bejáratok szükségesek a vendéglátónak és a vendégeknek. A vendéglátó ajtaja mögött kell lennie egy hozzáépített felkészülési helyiségnek a vendéglátó részére, ennek a neve mizuja. A 4,5 tataminyi padlójú szoba az általánosan elfogadott, azonban ennél kisebb és nagyobb helyiségek is léteznek már. Az építéshez szükséges alapanyagok és a díszítési tárgyak mind egyszerűek és rusztikusak, megfelelnek a vabi-stílusnak. A csasicu jelenthet azonban egy külön álló, teázásra használt épületet is. Ahogy Európában a teaházakat, körülbelül úgy kell elképzelni Japánban ezeket az építményeket is. Különböző méretű és stílusú, teázásra alkalmas szobák is lehetnek bennük elő- és várószobákkal és egyéb, a kényelmet megteremtő helyiségekkel. Egy ilyen japán teaház körül kívül mindig található egy teás-kert, az úgynevezett rodzsi. 

## Szezonok
Az évszakok váltakozásának, jelentőségének, és a szezonalitásnak az ismerete nagyon fontos aspektusai a jó teázásnak. Tradicionálisan Japánban a teafogyasztók két részre osztják az évet: az egyik az úgynevezett „Süllyedt kandalló” szezon, azaz ro (炉), a másik pedig az úgynevezett „Rézműves” szezon, vagyis füro (風炉). Míg a ro a hidegebb hónapokat fedi le (tradicionálisan novembertől áprilisig), addig a füro a melegebb hónapokat jelenti (tradicionálisan májustól októberig). Mindkét szezonra más-más otemáe (elkészítési mód) és eszköz- és edénykészlet jellemző. Az ideálisan 4,5 tatami elrendezése is különbözik a szezonoktól függően.

## Felszerelések, eszközök
A teaszertartáshoz használt felszerelések összefoglaló japán neve a csadógu (茶道具). A csadóguk széles skálája megtalálható Japánban, különböző stílusokban, motívumokkal, hiszen az eseménytől és a szezontól függően különböző csadógut kell használni a szertartáshoz. Az összes eszközt és edényt különleges figyelemmel és gonddal kezelik. Mindet nagy lelkiismeretességgel elmossák minden egyes használat előtt és után, illetve tárolás előtt és után. Néhányat csak kesztyűvel használnak. Néhány tárgyat, mint például a tea tárolására használt edényt, az úgynevezett csiguszát olyan mély tisztelet övezett, hogy az emberekhez hasonlóan neveket adtak nekik, csodálták és nyilván tartották őket a naplóírók.

### A legfontosabb tartozékok

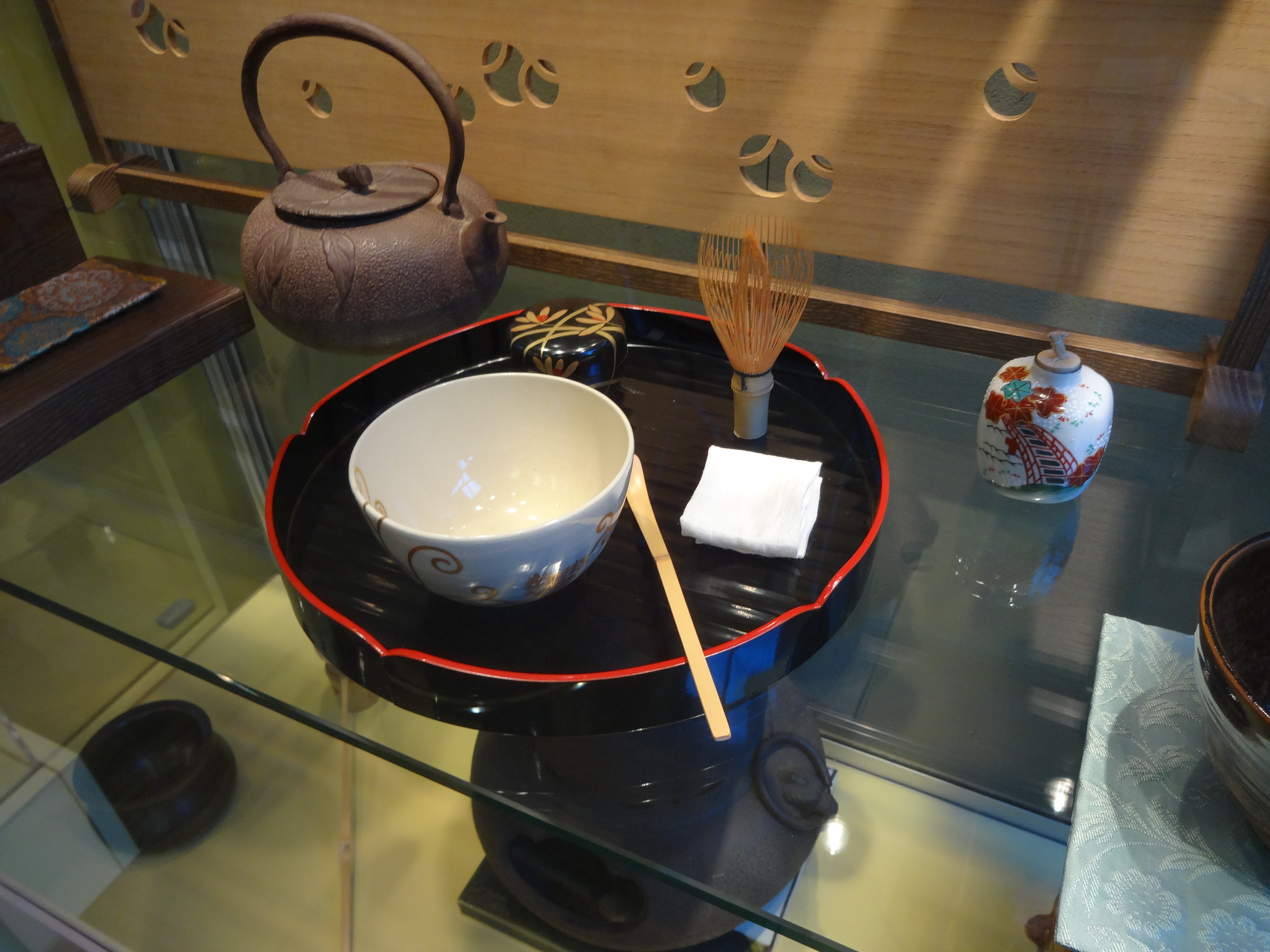
Felszerelések

- Csakin (茶巾): kicsi négyszögletes, vászonból vagy kenderből készített anyag, ami az edények és csészék törlésére szolgál.
- Teáscsésze, csavan (茶碗): különböző formákban, méretekben és stílusokban jelenik meg. Más használatos a tea minőségétől, a szezontól vagy a szertartás okától függően. Szélesebb, laposabb csészét használnak a nyári szezonban, hogy a tea hamarabb hűlhessen, míg mélyebb csészéket használnak a téli szezonban. A csészéknek sokszor nevük is van, ami az alkotójuktól, a tulajdonosuktól vagy a teamestertől származhat. Léteznek több mint 400 éves csészék is, amiket csak nagyon különleges alkalmakkor használnak. A legértékesebb csészék mind kézzel készültek. A tökéletlenség és rusztikusság itt pozitívum: egy „hiba” a csészén sokszor számít a csésze „arcának”, legszebb részének, elejének.
- Ideiglenes tárolóedény, nacume vagy csaire (棗, vagy 茶入):[13] egy kicsi, fedővel ellátott edényke, amelyben a teaport tárolják a szertartás alatt. A tea közvetlenül innen kerül a csészékbe.
- Teáskanál, kaparókanál, csasaku (茶杓): általában egyetlen ág bambuszból faragják őket, noha ritkán csontból, vagy egyéb fából is készítenek kaparókanalakat. A teapornak az ideiglenes tárolóedényből a csészébe való kanalazására szolgálnak. A bambusz teáskanalaknak általában egy kis göröngy van a körülbelüli közepüknél. Vannak nagyobb teáskanalak is, amelyeket a teapornak a nagy tárolóedényből az ideiglenes tárolóedénybe való kanalazására használnak, ezeket azonban csak a vendéglátó látja, hiszen ez a folyamat a mizujában, azaz a felkészülési helyiségben zajlik, a vendégek ide nem látnak be. A teáskanalak mérete és színe változhat a különböző helyek tradícióitól függően.
- Teakeverő, csaszen (茶筅): ezt az eszközt használják a teapor forró vízzel való összekeverésére. A teakeverők minden esetben egyetlen bambuszágból vannak faragva, ennek ellenére rengeteg típusuk megtalálható. Hamar elhasználódnak és megsérülnek a használattól, így a vendéglátónak illendő minden egyes csakai vagy csadzsi alkalomkor újat használnia.

## Folyamat
A teaszertartások menete igen változó. Függ az adott tea-iskolától, a szezontól, az időtől, a helyszíntől és még sok minden mástól. A hivatalos csadzsi délben zajlik, egy vendéglátó és maximum öt vendég vesz részt rajta. A következő egy általános leírása a déli csadzsinak, a hideg szezonban, egy teázásra épített helyiségben:  
A vendégek egy kevéssel a megbeszélt idő előtt megérkeznek, belépnek egy belső váróhelyiségbe, ahol megszabadulnak a teázás alatt feleslegesnek számító dolgaiktól (mint kabátok, esernyők stb.), majd felvesznek egy tiszta tabit, ami egy tradicionális japán zokniféle. Ideális esetben a várószoba padlóját tatamik fedik, a falban található egy alkóv (japánul tokonoma), amiben egy a szezonra vagy az alkalom okára utaló tekercs, esetleg egyéb díszítés található. A vendégek ezek után kapnak egy csésze forró vizet, kombu-teát, pirított árpa-teát, vagy szakurajut (cseresznyelevelekből és szirmokból készült forró főzet). Amikor minden vendég megérkezett, előkészült és megitta az üdvözlő-italát, mind kimennek egy külső váró-padhoz, az úgynevezett rodzsihoz, ahol addig várakoznak, amíg be nem hívja őket a vendéglátó.  

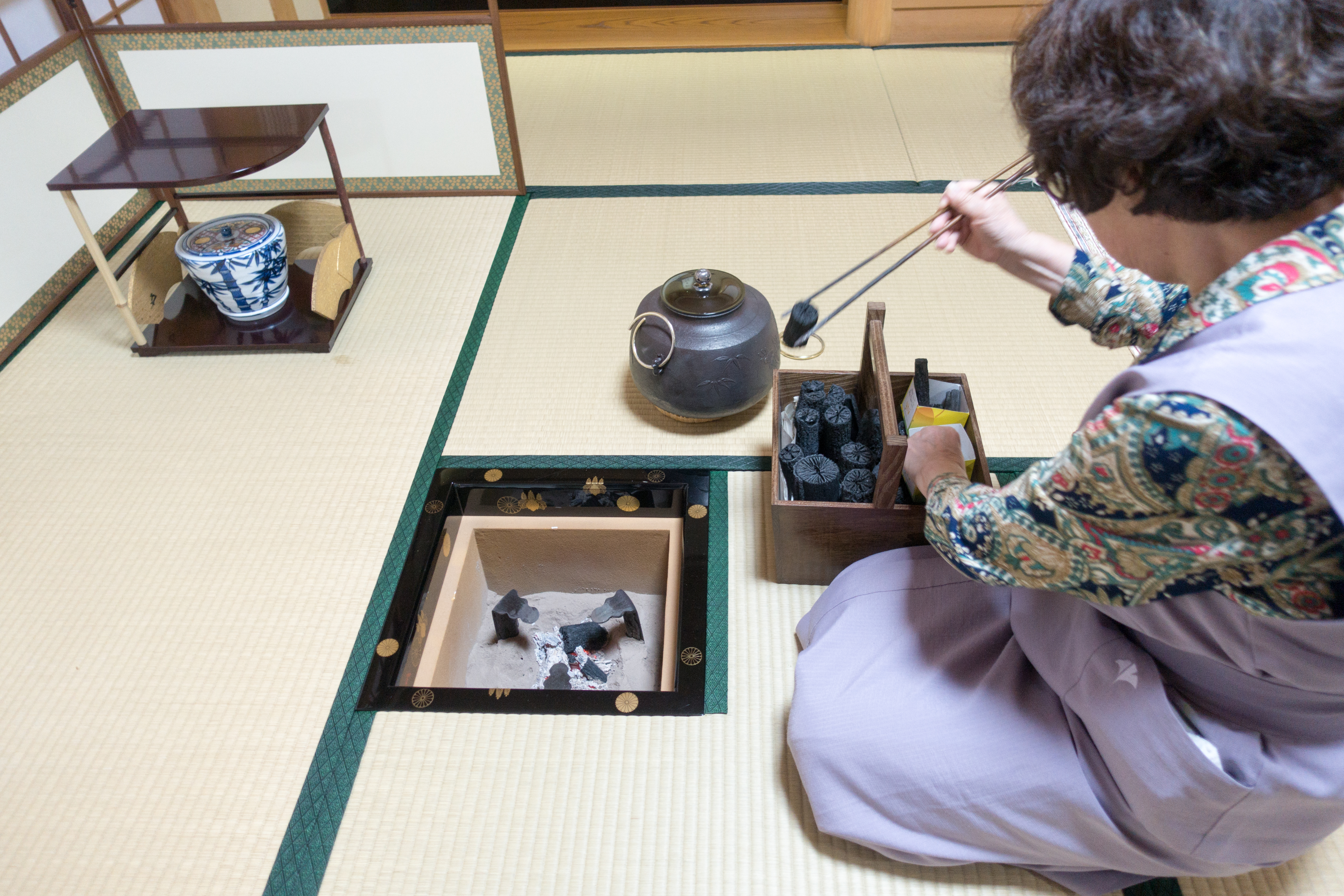
Teaszertartás

Mikor a vendéglátó készen áll és behívja a vendégeket, azok egy csendes meghajlás után a rodzsi mellett elindulnak egy cukubai nevű kőmosdó felé, ahol rituálisan megmossák a kezüket és kiöblítik a szájukat, ezzel jelképezve a megtisztulást. A teaház belső szobájának ajtaja rend szerint kicsi, csak lehajolva lehet belépni. Ennek az ajtónak a japán neve nidzsiri-gucsi. Miután beléptek, a vendégek szemügyre vehetik az előkészített eszközöket és kellékeket, majd a társadalmi életben betöltött rang szerinti sorrendben, szeizában (térdepelő ülés) egymás mellé ülnek a tatamira. Miután az utolsó vendég is leült, becsukják az ajtót egy halk, de észrevehető hanggal, hogy a vendéglátó tudja, mikor léphet be ő is a szobába. Miután ez megtörtént, a vendéglátó egyenként üdvözli a vendégeket, majd válaszol a tradicionálisan az első vendég által feltett kérdésekre. Ezek a kérdések általában a tokonomában található tekercsekre és díszítésekre vonatkoznak.  
A hideg szezonban a csadzsi a tűzgyújtáshoz használt szén elhelyezésével kezdődik, amely majd a későbbiekben a vizet fogja felmelegíteni és melegen tartani. Ezek után meggyújtják a tüzet, majd a vendégeknek felszolgálják a csadzsiban elengedhetetlen ételeket. Az étkezés több fogást tartalmaz, hozzá szakét isznak, majd a végén minden egyes vendég elfogyaszt egy saját maga által hozott japán édességet, az úgynevezett vagasit. A vagasit mindenki egy speciális papírban hozza, az úgynevezett káisiben (懐紙), amit általában egy díszes tárcában, vagy a kimonó egyik zsebében tárolnak. Az étkezés után a vendégeknek újra ki kell menniük, elkezdődik a nakadacsi (中立ち), azaz egy „köztes szünet”. A szünet addig tart, amíg a vendéglátó újra be nem hívja a vendégeket. Ez alatt az idő alatt a belső szobában elpakolásra kerülnek az étkezéshez használt eszközök, a vendéglátó felsöpör, kiveszi a díszeket és a tekercset a tokonomából és virágokat tesz a helyükre, felhúzza a szoba ablakain a redőnyöket, végül pedig előkészül a tea felszolgálására.  

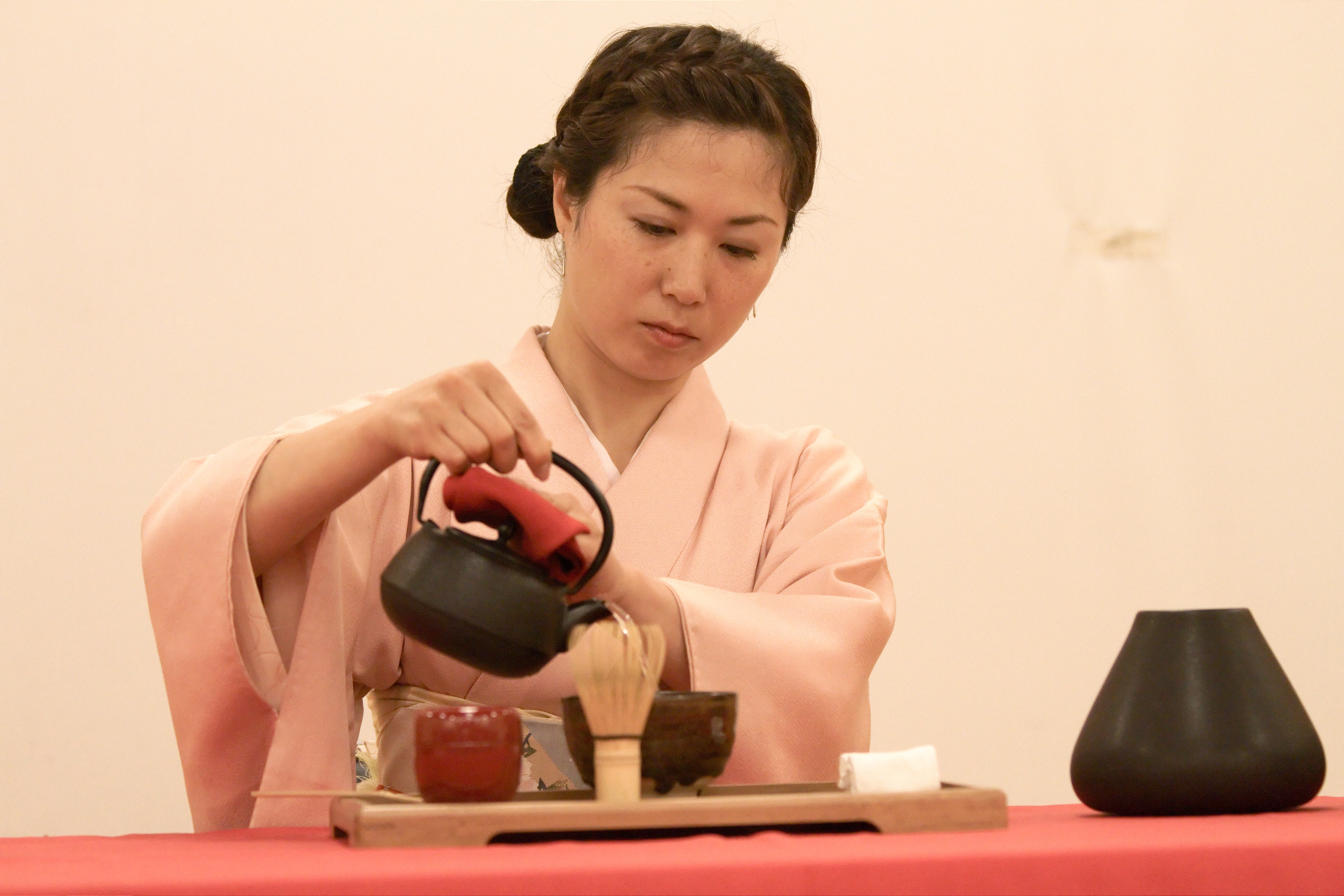
Teaszertartás

Amikor mindez végbement, a vendéglátó egy gonggal, esetleg csengővel újra behívja a vendégeket, akik – az előzőekhez hasonlóan – újra megmossák kezüket és kiöblítik szájukat a megtisztulást szimbolizálva, majd újra szemügyre vehetik az előkészített eszközöket. Miután minden vendég szeizában ül és az ajtót becsukták, belép a vendéglátó, majd rituálisan megtöröl és megtisztít minden edényt és eszközt a vendégek szeme előtt. Ennek a tisztogatásnak rendkívül precíznek kell lennie, csupa előre megtanult mozdulatból áll, nagy koncentrációt követel tökéletesen helyes kivitelezése. Ezek után az edényeket és eszközöket a vendéglátó újra elrendezi az otemáe szabályai alapján, tökéletes sorrendben. Miután mindez megtörtént, előkészítésre kerül az első, erősebb tea.  
A tea átnyújtása pillanatában kölcsönös meghajlás történik az első vendég és a vendéglátó között. Ezután az első vendég meghajol a második előtt, a teát tartalmazó edényt pedig két kézzel megemeli a tisztelet jeleként. Óvatosan, hogy nehogy az edény elejéről igyon, megfordítja az edényt, majd egy aprót kortyol belőle. Ezután megdicséri a teát a vendéglátónak, óvatosan megtörli az edény szélét, majd továbbadja a következő vendégnek, aki megismétli a folyamatot. Ez addig megy, amíg nem ivott minden vendég ugyanazon edényből. Amikor ez megtörtént, a vendégeknek van pár pillanatuk csodálni az edényt, majd vissza kell adniuk a vendéglátónak, aki újra, rituális módon megtörli az eszközöket és edényeket, majd visszamegy felkészülni a következő teához a belső, felkészülésre szolgáló szobába. Ezzel zárul be a teaszertartás hivatalos, kötött része.  
Amikor a vendéglátó visszatér, több szenet rak a tűzre, ezzel is szimbolizálva az összejövetel jellegének megváltozását: innentől sokkal kevésbé lesz formális a szertartás. A vendégek a kényelem érdekében párnákat kapnak, különböző édességeket (mint pl. higasi) az ezután következő könnyebb teához, illetve néha dohányzó szettek is előkerülnek (japánul tabakó-bon, タバコ盆).  

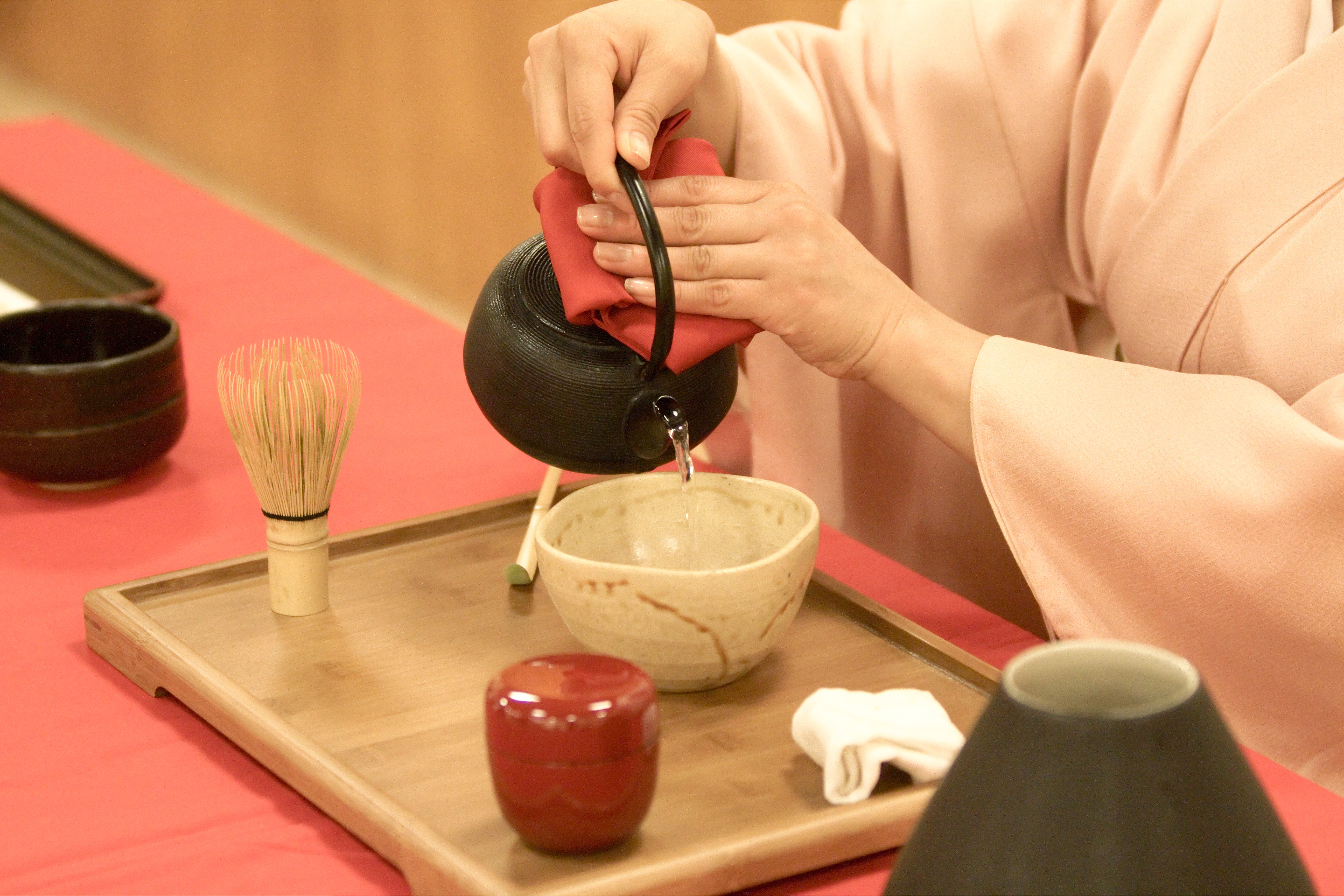
Teaszertartás

Ekkor a vendéglátó megkezdi a könnyű tea elkészítését. Ezt a teát már mindenki egy külön csészében kapja. Noha eddig a szertartáson minden „beszélgetés” formális volt és jórészt az első vendég és a vendéglátó között zajlott, az összejövetel e szakaszától megengedettek a hétköznapibb témák is, természetesen ezek is csak mértékkel.  
Miután mindenki megitta a teáját, a vendéglátó megkezdi az edények és eszközök eltörlését, megtisztítását, mielőtt eltenné őket. Ekkor a vendégek megkérhetik a vendéglátót, hogy hadd vegyék szemügyre az eszközöket ők is, amire természetesen mindig igenleges választ kapnak. Ilyenkor nagy óvatossággal, sokszor csak kesztyűben vagy egy külön erre a célra készített kendővel megvizsgálhatják, megcsodálhatják a szerszámokat, edényeket ők is közelebbről, egyenként. Az óvatosság és tisztelet e szintje rendkívül fontos, hiszen a tárgyak lehetnek ereklyék, antik- vagy felbecsülhetetlen értékű tárgyak és akár 400 évvel ezelőttről is származhatnak.  
Ezek után a vendéglátó újra összegyűjti az edényeket és eszközöket, ezzel pedig a vendégek elhagyják a teaházat, szobát. A vendéglátó meghajol az ajtóban, és ezzel véget is ér a ceremónia. Egy ilyen ’’csadzsi’’-típusú összejövetel eltarthat akár négy óráig is, függően az alkalomtól, a vendégek számától vagy a felszolgált ételektől.

## Típusok
A csadó minden egyes mozdulatát – az eszközök használatát, a teáscsésze megcsodálását, a teapor csészébe kanalazását – mind nagyon specifikus, szabályokhoz kötött módon és nagy tisztelettel végzik. Ezeket a már-már technikákat összefoglaló nevükön temáenek, vagy otemáenek nevezzük, illetve elvégzésüket egy csadzsi során a „temáe gyakorlásának”. A temáenek rengeteg különböző formája van. Attól függ, melyiket gyakorolják a szertartáson, hogy milyen iskolához tartozik a teamester, milyen szezonban végzik a szertartást, milyen alkalomból, milyenek a körülmények, milyenek az eszközök, illetve még sok más faktortól. A következők a temáe leggyakoribb, legklasszikusabb változatainak rövid leírásai.

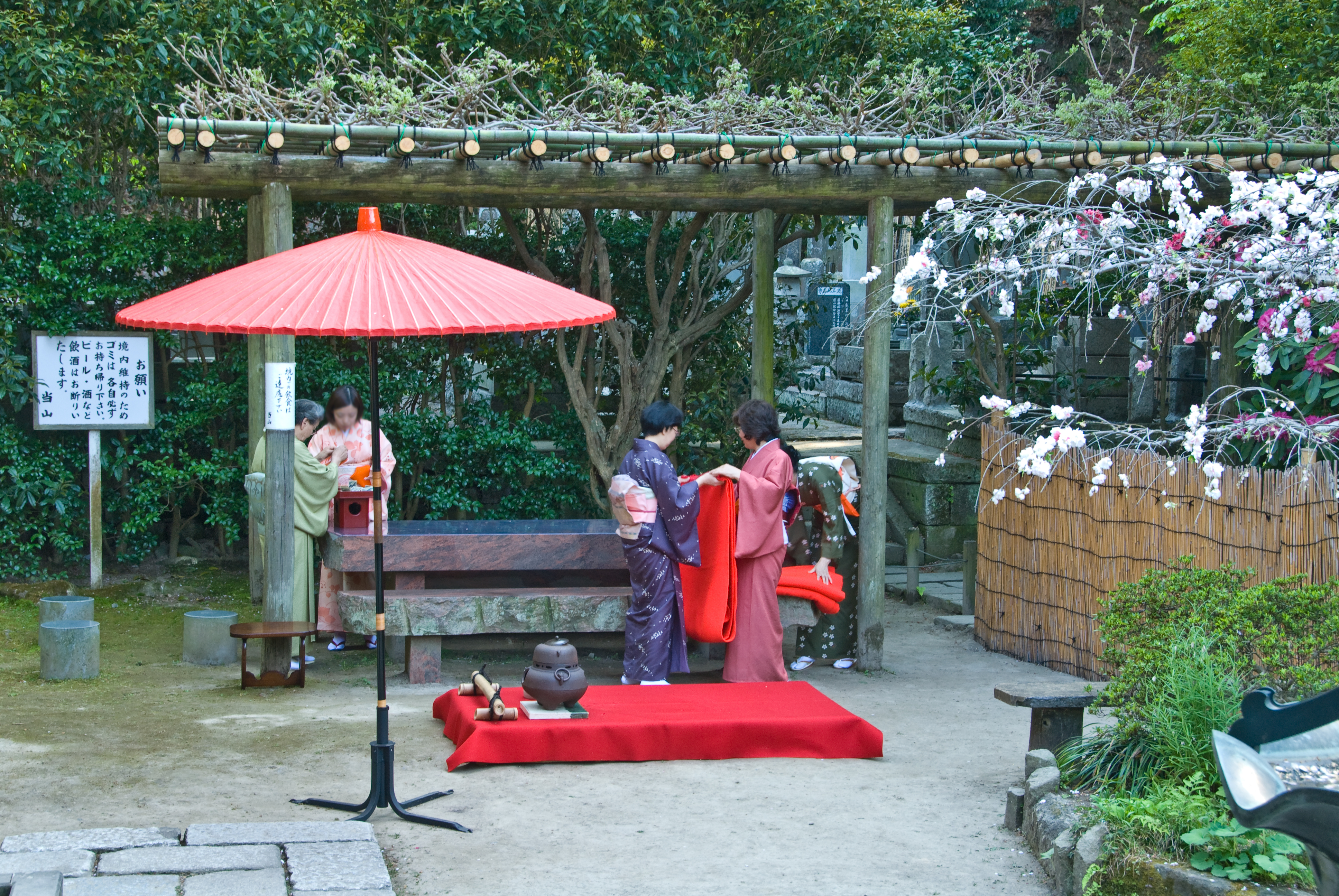
Kültéri teaszertartás

- Csabakó temáe: a csabakó temáe (茶箱手前) egy kültéri teaszertartás gyakorlását jelenti. A teafelszerelést egy csabakónak nevezett dobozba pakolják, amely nagyban megkönnyíti, kényelmessé teszi a felszerelés hordozását. Innen is ered ennek a típusnak a neve. A csabakóban hordozott eszközök a csészék, a teakeverő (ezt még egy speciális tárolóba is beleteszik a maximális biztonság érdekében), a teáskanál, az ideiglenes tárolóedény, egy nagyon finom törlésre használatos anyag (szintén egy speciális tárolóban), illetve egy kis doboz a tradicionális édességeknek. A felszerelés nagy része kisebb, mint általában, hogy könnyen beleférjen minden a csabakóba. Egy ilyen alkalom, összejövetel általában 35-40 percig tart.
- Hakobi temáe: a hakobi temáe (運び手前) során a vízforraló edényen kívül (illetve, ha nincs tűzrakás, a vízforralón kívül) minden a szertartáshoz szükséges eszközt, köztük a friss vizet is a vendéglátó a temáe során hozza be a szobába. Más temáek esetén a vizet tároló edény és a többi eszköz nagy része is (természetesen a temáetól függően) a vendégek szobába érkezése előtt már el vannak helyezve, rendezve.
- Obon temáe: az obon temáe (お盆手前), bon temáe (盆手前), vagy bonrjaku temáe (盆略手前) egy, az uzucsa, azaz „könnyű tea” egyszerű elkészítési módja. A csészék, a keverő, a kanál, a csakin és az ideiglenes tároló mind egy tálcára vannak helyezve, a forró víz pedig egy tecubin nevű rézedényben (a mai tecubinok már inkább öntöttvas kannák) van melegítve. A tecubinnek egy kannához hasonlóan füle és csőre van, így igen kényelmes és egyszerű a használata.  Ha egy teamester szertartásokat tanul, általában ez az első, amit elsajátít, mivel messze nem kell hozzá annyi technikát tudni, mint a többihez, nincs szükség olyan sok speciális eszközre és nem is tart annyi ideig, mint a többi temáe. Elvégezhető egy teaházban vagy teaszobában egy asztalnál, vagy akár kinn a levegőn a tecubin és süllyesztett tűzrakás helyett egy termoszt használva.
- Rjúrei: a rjúrei stílusú szertartás során (立礼) a vendéglátó egy elkülönített asztalnál ül, ahogy a vendégek is egy-egy saját asztalnál foglalnak helyet, székeken. Emiatt aztán ennél a stílusnál is rengeteg lehetőség van a szertartás megtartásának helyét kiválasztani, akár kinn is tartható. A temáe neve abból ered, hogy a vendéglátónak az első és az utolsó meghajlást is állva kell végeznie, emiatt aztán ennél a stílusnál általában a mesternek van egy segédje, aki attól függően, hogy szükség van-e a székre pillanatnyilag, mozgatja azt, ha nem kell, elteszi az útból, ha újra szükség van rá, visszateszi. A segéd továbbá az, aki felszolgálja a teát és a süteményeket, édességeket a vendégeknek. Ez a szertartás az Uraszenke-iskolából származik és nem-japán vendégek felszolgálására lett kitalálva, akik kényelmesebben ültek székeken, mint szeizában.

## Iskolák
Japánban, akik meg akarnak ismerkedni a „Tea Útjával”, általában csatlakoznak egy csoporthoz, köthöz, amelyben az emberek rendszeresen találkoznak, hogy gyakoroljanak egy adott szertartást, emellett pedig vannak úgynevezett „tea-klubok” is mind általános- és középiskolákban, mind egyetemeken és egyéb felsőoktatási intézményekben is, nem beszélve a felnőtt csoportokról.  
Egy alkalom egy ilyen csoportnál meg lehet tartva közösségi intézményekben, otthonokban vagy akár egy épp erre a célra létrehozott helyiségben is. Egy teaiskolában több csoport is tanulhat különböző turnusokban, időpontokban (pl. lehet külön csoport pl. nőknek, gyerekeknek stb.).  

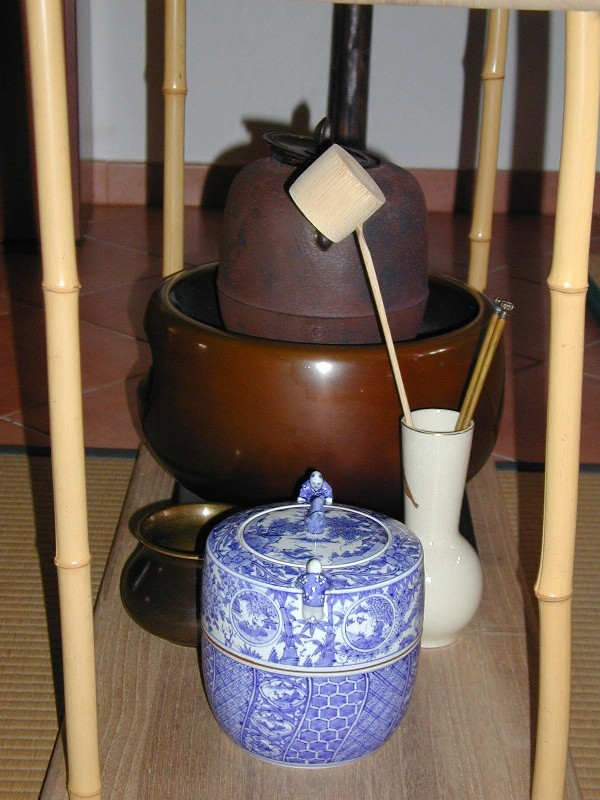
Eszközök

A diákok (vagy klubtagok) havonta fizetnek az órákért és az oktatásért, a helyiség bérléséért, ha erre szükség van, az eszközök használatáért, az iskola vagy az oktató csészéiért, magáért a teáért, illetve a süteményekért, édességekért. A tagoknak mind birtokukban kell, hogy legyen egy saját legyező, egy finom törlőkendő, egy káisi-papír (amiben az édességet hozzák, amivel megfogják), illetve egy kis tárca vagy táska, amelyben ezeket hordozzák. Noha a nyugati öltözködés ma már Japánban is igen divatos és gyakori, ha a tanár magasabb rangban van, vagy netán iemoto (iskolavezető, 家元), a kimonó viselete általában még ma is szükséges és kötelező, kifejezetten hölgyeknél. Bizonyos esetekben a haladóbb diákoknak meg van engedve, hogy az iskola jelét viseljék a családi címer helyett kimonójukon. Ez az engedély általában együtt jár azzal is, hogy a diák megkapja „te-nevét”, az úgynevezett csameit, ami attól kezdve a sajátja.  
Az új diákok általában a haladóbbak megfigyelésével kezdik tanulmányaikat, és noha az újakat általában a magasabb szinten lévő diákok tanítják, minél előrébb tart valaki tanulmányaiban, annál többet tanul majd az iskola egyik tanárától is. A legmagasabb szinten lévő diákokat már csak a tanár taníthatja. Az első dolog, amit megtanul egy új diák, hogy hogyan nyissák és csukják a tolóajtókat illedelmesen, hogyan járjanak, lépkedjenek a tatamin egy teaházban, hogyan lépjenek be és távozzanak egy szobából. Mikor, hogyan és kinek hajoljanak meg, hogyan mossák, tárolják, és mire figyeljenek oda a különböző eszközöknél (pl. hogyan hajtogassák a törlőkendőt, hogyan tisztítsák rituálisan a csészéket, stb.). Amint ezen fontos tudásoknak birtokában vannak, megtanulják, hogyan viselkedjenek vendégként egy teaszertartáson: megtanulják a megfelelő szavak használatát, hogyan nyúljanak egy csészéhez, hogyan igyák a teát és egyék az édességet egy szertartás során és még sok minden más, aprólékos dolgot.  
Amint a fent említett alapokat elsajátították, a diákoknak megmutatják, hogyan készítsék elő a teaport használatra, azaz hogyan töltsék azt az ideiglenes tárolóedénybe, illetve hogyan mérjék ki a tökéletes mennyiséget (a porból és a vízből egyaránt). Ezek után megtanulják, hogyan és meddig keverjék őket, majd, ha ezekkel már tisztában vannak, megkezdhetik egy egyszerűbb szertartás tartásának technikáit tanulni (ami általában az obon temáe). Amikor az első tanult szertartást már mesterien elsajátították, léphetnek csak tovább a következőre. A „Tea Útjának” tanulása megfigyelésen és gyakorlaton alapszik, a diákok nem igazán jegyzetelnek, sőt: a tanárok vagy tanítók általában kifejezetten kérik őket, hogy ne tegyék.  
Egy óra végén általában a tanár vagy tanító elmagyarázza, az adott nap mi volt a tokonomában, miért, illetve ad egy leírást az azon az órán evett ételekről, édességekről is, hiszen ezek is mind szimbolikus jelleggel bírnak. Szóba kerülhet továbbá a tanár által aznap használt füstölő, aznap hordott kimonó, illetve egyéb, szezontól és eseménytől függően változó faktor magyarázata is.  
Amint az iskola által tanított összes szertartás-típust elsajátították egy szinten belül, a diákok sokszor oklevelet kapnak egy hivatalos ceremónia keretében. Iskolától függően jelenthet mást és mást ez az oklevél: sokszor „csak” elismerés, hogy a diák meddig jutott, sokszor felhatalmazás egy következő fokozat, következő szertartás-típus, vagy temáe tanulásának megkezdésére. Egy ilyen kitüntetés azonban nem olcsó: a diákoknak nem csak a papír előállításáért és az eseményen való részvételért kell fizetniük, hanem sokszor tanáruknak is pénzt kell ajándékozniuk a köszönet jeleként. Minél magasabb szinten van a diák, általában annál drágább az oklevél is. 

## Fordítás
- Ez a szócikk részben vagy egészben  a   Japanese tea ceremony című angol Wikipédia-szócikk fordításán alapul.  Az eredeti cikk szerkesztőit annak laptörténete sorolja fel. Ez a jelzés csupán a megfogalmazás eredetét és a szerzői jogokat jelzi, nem szolgál a cikkben szereplő információk forrásmegjelöléseként.

## További olvasnivalók
- Elison, George "History of Japan", Kodansha Encyclopedia of Japan, Vol. 3 (ISBN 0-87011-623-1), section "Azuchi-Momoyama History (1568–1600)" particularly the part therein on "The Culture of the Period".
- Freeman, Michael. New Zen: the tea-ceremony room in modern Japanese architecture. London, 8 Books, 2007. ISBN 978-0-9554322-0-0
- Momoyama, Japanese art in the age of grandeur. New York: The Metropolitan Museum of Art (1975). ISBN 978-0-87099-125-7
- Pitelka, Morgan, ed. Japanese Tea Culture: Art, History, and Practice. London: RoutledgeCurzon, 2003.
- Okakura Kakuzo. The Book of Tea. Tokyo, Japan: Tuttle, 1977.
- The Illustrated Book of Tea (Okakura's classic illustrated with 17th-19th century ukiyo-e woodblock prints of Japanese tea culture). Chiang Mai: Cognoscenti Books. 2012. ASIN: B009033C6M
- Sadler, A.L. Cha-No-Yu: The Japanese Tea Ceremony. Tokyo: Tuttle, 1962.
- Surak, Kristin. Making Tea, Making Japan: Cultural Nationalism in Practice (Stanford University Press, 20130 online review
- Tanaka, Seno, Tanaka, Sendo, Reischauer, Edwin O. “The Tea Ceremony”, Kodansha International; Revised edition, May 1, 2000. ISBN 4-7700-2507-6, ISBN 978-4-7700-2507-4.
- Tsuji, Kaichi. Kaiseki: Zen Tastes in Japanese Cooking. Tokyo, New York, San Francisco: Kodansha International Ltd., 1972. Second printing, 1981. ISBN 0-87011-173-6. Excellent reading not only for cha-kaiseki but the Way of Tea altogether.
- Prideaux, Eric. "Tea to soothe the soul". The Japan Times, May 26, 2002.
- Honda, Hiromu. Vietnamese and Chinese Ceramics Used in the Japanese Tea Ceremony. Oxford: Oxford University Press (1993). ISBN 978-0-19-588607-8
- szerk.: Murase, Miyeko: Turning point : Oribe and the arts of sixteenth-century Japan. New York: The Metropolitan Museum of Art (2003)